# 清閑寺益房
清閑寺益房(せいかんじ ともつな、元文元年（1736年）9月27日 - 享和3年（1803年）7月15日）は、江戸時代中期の公卿。

## 官歴
- 元文3年（1738年）：従五位下
- 寛保3年（1738年）：従五位上、兵部少輔
- 延享2年（1745年）：右少弁、右衛門権佐
- 延享3年（1746年）：正五位下、蔵人、神宮弁
- 延享4年（1747年）：正五位上
- 寛延元年（1748年）：検非違使、右中弁
- 寛延3年（1750年）：賀茂奉行、氏院別当
- 宝暦2年（1752年）：蔵人頭、正四位下
- 宝暦3年（1753年）：正四位上
- 宝暦4年（1754年）：右大弁
- 宝暦5年（1755年）：左大弁
- 宝暦6年（1756年）：参議
- 宝暦7年（1757年）：従三位
- 宝暦9年（1759年）：踏歌外弁
- 宝暦11年（1761年）：権中納言
- 宝暦12年（1762年）：正三位
- 明和元年（1764年）：右衛門督、検非違使別当
- 明和2年（1765年）：従二位
- 明和5年（1768年）：正二位
- 明和8年（1771年）：皇太后宮権大夫
- 天明6年（1786年）：権大納言
- 寛政5年（1793年）：従一位

## 系譜
- 父：清閑寺秀定
- 子：清閑寺昶定